# Al-Suqaylabiyah (district)
Al-Suqaylabiyah District (Arabic: السقيلبية As Suqailabiya) is een Syrisch district behorend tot het Hama gouvernement. De hoofdstad is Al-Suqaylabiyah.